# Руби Лин
Руби Лин (кинески 林心如, пинјин Lín Xīnrú, енгл. Ruby Lin; Тајпеј, 27. јануара 1976) тајванска је глумица и поп певачица.